# نخست‌زیستی
| زمان‌بندی زمین‌شناسی    |                          |                         |                         |
| پیدازیوی (فانروزوئیک) | نوزیوی (سنوزوئیک)        | کواترنری                |                         |
| پیدازیوی (فانروزوئیک) | نوزیوی (سنوزوئیک)        | نئوژن                   |                         |
| پیدازیوی (فانروزوئیک) | نوزیوی (سنوزوئیک)        | پالئوژن                 |                         |
| پیدازیوی (فانروزوئیک) | میانه‌زیوی (مزوزوئیک)     | کرتاسه                  |                         |
| پیدازیوی (فانروزوئیک) | میانه‌زیوی (مزوزوئیک)     | ژوراسیک                 |                         |
| پیدازیوی (فانروزوئیک) | میانه‌زیوی (مزوزوئیک)     | تریاس                   |                         |
| پیدازیوی (فانروزوئیک) | دیرینه‌ زیوی (پالئوزوئیک) | پرمین                   |                         |
| پیدازیوی (فانروزوئیک) | دیرینه‌ زیوی (پالئوزوئیک) | کربونیفر                |                         |
| پیدازیوی (فانروزوئیک) | دیرینه‌ زیوی (پالئوزوئیک) | دوونین                  |                         |
| پیدازیوی (فانروزوئیک) | دیرینه‌ زیوی (پالئوزوئیک) | سیلورین                 |                         |
| پیدازیوی (فانروزوئیک) | دیرینه‌ زیوی (پالئوزوئیک) | اردویسین                |                         |
| پیدازیوی (فانروزوئیک) | دیرینه‌ زیوی (پالئوزوئیک) | کامبرین                 |                         |
| نهان‌زیوی (پرکامبرین)  | پیشین‌زیوی (پروتروزوئیک)  | پیشین‌زیوی (پروتروزوئیک) | پیشین‌زیوی (پروتروزوئیک) |
| نهان‌زیوی (پرکامبرین)  | نخست‌زیوی (آرکئن)         |                         |                         |
| نهان‌زیوی (پرکامبرین)  | پیشازیوی (هادئن)         |                         |                         |

آرکئن (به انگلیسی: Archean) یا نخست‌زیستی یکی از ابردوران‌های زمین‌شناسی است. 
سن قدیمی‌ترین سنگ‌های زمین را آغاز این ابردوران قرار داده‌اند. نخست‌زیستی از ۴ تا ۲.۵ میلیارد سال پیش ادامه داشت. نخست‌زیستی یکی از زمان‌های پیش از کامبرین است که همگی با هم پرکامبرین (پیش از کامبرین) نامیده می‌شوند.
مهمترین رویدادهای ابردوران نخست‌زیستی تحولات زیستی بوده‌است. در بین مولکول‌های مختلف موجود در سطح زمین اولیه، احتمالاً مولکول‌های آلی کربن‌دار وجود داشته‌است. ولی فرایند پیشرفت از چنین مولکولی تا حتی ساده‌ترین موجود زنده باید به زمان بسیار طولانی نیاز داشته باشد.
اولین و مهم‌ترین ماده شیمیایی حیاتی ئیدرات کربن بوده‌است. باکتری‌های ابتدایی که احتمالاً اولین موجود زنده بوده‌اند که در حدود ۳٫۸ میلیارد سال پیش طی فرایند تخمیر ئیدرات کربن انرژی خود را بدست می‌آوردند. از مولکول‌های مهم آن زمان احتمالاً اسید آمینه‌ها بودند، که با ترکیب و اتصال آن‌ها مولکول‌های پیچیده مانند پروتئین که بیشتر مواد سازنده بافت موجودات زنده‌اند و فرایند شیمیایی نیاز به وجود آن‌ها دارند، به وجود آمده‌اند.
شاید مهم‌ترین مولکول آلی تولید شده کلروفیل باشد که باعث شد موجودات زنده ساده اولیه قادر به تأمین غذای خود شوند (تولیدکننده). اولین موجود زنده فتوسنتز‌کننده سیانوباکتری بودند، که به سیانوباکتری‌های امروزی مثل نوسترک شباهت داشتند.
در این دوران همچنان تحولات حیاتی ادامه یافته‌است. از تحولات حاصل در باکتری‌ها گروه‌هایی به وجود آمدند. برخی از این گروه‌ها که از جنس پروتئین بودند، که بیشتر آن‌ها فتوسنتز‌کننده بودند و احتمالاً شبیه جلبکهای امروزی بودند. برخی از این جلبک‌ها که تنفس‌کننده بودند، احتمالاً ظاهری شبیه پروتوزوآهای امروزی داشته‌اند. از تحولات این پروتوزوآها در طی ۱۵۰ میلیون سال، موجودات ساده پرسلولی به وجود آمدند. آن‌ها مجموعه‌ای از چند یاخته ساده بودند که کار و فرایند در آن‌ها متمایز شده بود. بیشتر این موجودات مانند مرجانهای امروزی بودند. از تحولات آن‌ها موجودات دریایی که دارای پوشش خارجی مثل صدف بودند به وجود آمد. بدین ترتیب زمینه تحولات شدید آبزی برای دوران بعد پی‌ریزی شد.

## سنگ‌ها
سنگ‌های رسوبی آرکئن غالباً از نوع تخریبی درشت دانه و سنگهای رسی تیره است. مواد سازنده این سنگ‌ها از تخریب سنگ‌های آذرین حاصل شده‌اند. موجودات زنده اولیه از نوع تک‌سلولی بوده‌اند. استروماتولیت‌ها از نمونه‌های فسیلی هستند که به تعداد نسبتاً زیاد در رسوبات پرکامبرین بر جای مانده‌اند. امروزه استروماتولیت‌ها در حاشیه دریاهای گرم دیده می‌شوند ولی تعداد آن‌ها نسبت به پرکامبرین بسیار کم است. امروزه استروماتولیتها را در استرالیا مشاهده می‌کنیم.

## دوران‌ها
| ابردوران   | دوران             | دوره    | میلیون سال پیش |
| ---------- | ----------------- | ------- | -------------- |
| پیشین‌زیستی | پیشین‌زیستی دیرینه | سیدرین  | → پس از آن     |
| نخست‌زیستی  | نو                | نو      | ۲۵۰۰ - ۲۸۰۰    |
| نخست‌زیستی  | میانه             | میانه   | ۲۸۰۰ - ۳۲۰۰    |
| نخست‌زیستی  | دیرینه            | دیرینه  | ۳۲۰۰ - ۳۶۰۰    |
| نخست‌زیستی  | سپیده‌دم           | سپیده‌دم | ۳۶۰۰ - ۴۰۰۰    |
| هادئن      | هادئن             | هادئن   | → پیش از آن    |

نخست‌زیستی دربرگیرنده دوران‌های زیر می‌باشد:
- سپیده‌دم نخست‌زیستی (ائوآرکئن) (۴ – ۳٫۶ میلیارد سال پیش).
- نخست‌زیستی دیرینه (پالئوآرکئن) (۳٫۶ –۳٫۲ میلیارد سال پیش).
- نخست‌زیستی میانه (مزوآرکئن) (۳٫۲ – ۲٫۸ میلیارد سال پیش).
- نخست‌زیستی نو (نئوآرکئن) (۲٫۸ – ۲٫۵ میلیارد سال پیش).